# Marie Pila
Pour les articles homonymes, voir Pila.
 (mars 2025).
 (mars 2025).
Marie Pila, née le 27 octobre 1896 à Orange (Vaucluse) et morte le 12 octobre 1974 à Venasque (Vaucluse), est la fondatrice de l’établissement d’enseignement Notre-Dame de France à Marseille, et la cofondatrice, aux côtés du père Marie-Eugène de l’Enfant-Jésus, de l’Institut Notre-Dame de Vie.

## Jeunesse

### Origines familiales
D’ascendance corse par son père, Félix Pila – comptable de formation – et pyrénéenne par sa mère, Joséphine de Méritens, elle est l’aînée de trois enfants. Bien que vivant d’un catholicisme de tradition, la famille Pila est assez proche de l’indifférence religieuse. Pourtant, Joséphine et Félix font le choix de l’enseignement privé pour leurs enfants.

### Scolarité
Marie Pila débute ainsi sa scolarité à l’école de la Nativité, à Orange, avant de fréquenter Saint-Louis. C’est là, qu’en 1908, elle se prépare à sa première communion puis à sa confirmation. Les parents de Marie Pila décident de déménager à Marseille pour que celle-ci puisse poursuivre ses études. Ainsi elle est scolarisée à l’Institution Saint-Charles en 1910 où elle passe son brevet élémentaire, puis son brevet supérieur.

### Études supérieures
Sans doute marquée par la culture classique que véhiculaient les programmations du théâtre d’Orange – où elle assista à un concert de Berlioz et à une représentation de Polyeucte qui la marqua à vie – Marie est passionnée de théâtre, de musique, et de littérature. À tel point qu’elle envisage d’entrer au Conservatoire.
La proposition qui lui est faite de reprendre le cours d’enseignement Sainte-Marthe à Marseille à la condition qu’elle perfectionne ses études à Paris lui fait prendre une autre orientation. Entre les lettres classiques, l’histoire et la philosophie, Marie Pila opte pour un cursus de philosophie. Elle passera deux années scolaires à Sainte-Marie de Neuilly (1914-1916), puis une au Collège d'Hulst (1916-1917) — aujourd'hui Paul Claudel-d'Hulst. Suivant parallèlement des cours en Sorbonne, elle y découvre la pensée de Bergson et prend conscience de l’attrait qui l’habite pour "les grands mystiques auxquels se réfère le philosophe".

## Une éducatrice

### Création du Cours Notre-Dame de France
Alors que le comité directeur du cours Sainte-Marthe, établissement dont elle devait prendre la direction, la trouve trop jeune pour assumer une telle fonction, Marie décide de fonder avec deux amies, Jeanne Grousset (rencontrée à Sainte-Marie de Neuilly et désormais professeur de lettres) et Germaine Romieu (amie d’enfance, professeur de mathématiques), leur propre cours d’enseignement secondaire : Notre-Dame de France, qui sera le premier de l’enseignement privé à préparer à Marseille des jeunes filles au baccalauréat.

### Sa conception de l’éducation
Pour Marie Pila, la formation des jeunes qui lui sont confiés s’appuie sur une vision intégrale de la personne : les aspirations intellectuelles, tout comme les aspirations humaines et spirituelles, doivent être prises en compte. En conséquence, le rôle premier de l’éducateur ne consiste pas à abreuver le jeune de connaissances encyclopédiques, mais à l’aider à construire l’unité profonde de son être. Pour cela, l’éducateur doit l’accompagner sur le chemin d’une pensée personnelle, en quête de la Vérité. Il s’agit avant tout d’amener le jeune à découvrir le sens profond de son existence pour qu’il soit à même de poser des choix libres. Cela modèle des postures éducatives :
- poser sur le jeune un regard empreint d’un optimisme réaliste : quels que soient les échecs ou les blessures, un chemin de croissance existe ;
- aider le jeune à s’ouvrir à l’intériorité : la formation spirituelle est donc au cœur de la tâche éducative. À l’école des saints du Carmel, elle a compris que la véritable liberté ne consiste pas « à choisir, mais à être choisi », de correspondre pleinement à la volonté de Dieu sur soi. « Éduquer, c’est aider l’enfant à tirer parti de sa nature de façon à accomplir sa vocation personnelle. »
De plus, Marie Pila est convaincue que l’atmosphère de l’établissement contribue à la tâche éducative. De ce fait, elle veille à ce que joie, simplicité et bienveillance soient la marque de celle du Cours Notre-Dame de France.
Les fêtes mises en place, notamment celle en l’honneur de l’Immaculée Conception le 8 décembre, reflètent bien ses perspectives éducatives : la fête est avant tout révélation. Révélation de cette vie intérieure que chacun porte en soi ; révélation aussi de la joie du don gratuit ; révélation enfin de talents cachés, qui permettent aux jeunes et aux adultes de se découvrir sous des jours nouveaux.

## Cofondatrice

### « Un ardent désir de vérité »
Les années parisiennes sont déterminantes pour Marie Pila puisqu'elle découvre, dans la philosophie, un chemin qui répond à sa soif de vérité. Et c’est par ce biais qu’elle s’intéresse aux grands maîtres du Carmel. La lecture de La Vive Flamme d'amour de saint Jean de la Croix est décisive : dans ce poème, le saint espagnol chante la beauté de la communion entre Dieu et une âme. Marie reconnaît dans ces mots ce qui anime de fond tout son être.

### « Le choix de Dieu »
Ces années sont également marquées par la reconnaissance d’une emprise de Dieu, d’un appel à se donner complètement à Lui. Attirée par le Carmel et son idéal d’absolu, Marie veut, avec Jeanne Grousset et Germaine Romieu, vivre pleinement cette spiritualité. Mais réponse leur est faite qu’elles ne sont pas faites pour le Carmel cloîtré. La rencontre du Père Marie-Eugène de l’Enfant-Jésus, carme, en 1932, est déterminante. Il sait reconnaître dans ces jeunes femmes l’aspiration à vivre du Carmel, mais en plein monde.

### L’aventure Notre-Dame de Vie
Le Père Marie-Eugène, qui a perçu en Marie Pila un équilibre humain rare et de grandes qualités humaines et intellectuelles, lui propose de venir passer une année auprès de l’antique sanctuaire de Notre-Dame de Vie dans le Vaucluse. Il s’agit pour elle de vivre une année de désert afin de « s’y accorder à l’Esprit Saint ». Au terme de cette année, elle reprend ses fonctions au Cours Notre-Dame de France, tandis que Germaine Romieu puis Jeanne Grousset feront cette même expérience. Des jeunes femmes, désireuses de vivre de la spiritualité du Carmel tout en travaillant, les rejoignent : une nouvelle famille spirituelle naît, Notre-Dame de Vie. Marie Pila seconde le Père Marie-Eugène dans cette œuvre : elle sait s’effacer pour se mettre au service de la pensée et de l’enseignement du Père.

### Une mère
En 1947, l’Église reconnaît officiellement la nouvelle forme de vie consacrée que constituent les instituts séculiers. Notre-Dame de Vie devient l’un d’eux, et les membres doivent élire un responsable. C’est Marie Pila qui est élue, en 1949. Elle est alors déchargée de ses fonctions au Cours Notre-Dame de France pour se consacrer plus spécifiquement à la formation des membres de l’Institut Notre-Dame de Vie. Dotée d’une forte capacité d’écoute, à la fois exigeante et maternelle, une part de sa nouvelle mission consiste à accompagner les membres dans leur chemin vers Dieu. Et cela, des Philippines au Mexique, en passant par l’Allemagne, le Canada, l’Espagne, et l’Italie, au gré des nouvelles fondations. Et, dans ses dernières années, une des tâches qui lui tient particulièrement à cœur sera de soutenir la croissance des branches sacerdotales et masculines de l’Institut et de faire reconnaître l’Institut Notre-Dame de Vie comme un institut séculier à trois branches autonomes, menant ainsi à son terme la pensée initiale du fondateur.
Par ailleurs, ses nouvelles fonctions l’amènent à prendre la parole en diverses circonstances : que ce soit lors du Congrès international des Carmes déchaux en 1959, à Louvain, où elle prononce une conférence sur l’apostolat ; ou lors de rencontres internationales des Instituts séculiers, comme en juillet 1963 où elle donne une conférence sur la formation des membres.
Vibrant à tout ce qui touche l’ordre du Carmel, elle est amenée à écrire en octobre 1968, une lettre au pape Paul VI dans laquelle elle implore la proclamation du Doctorat de Thérèse d'Avila.
Elle meurt le 12 octobre 1974 à Venasque, dans le Vaucluse, et est enterrée le 15 octobre dans la chapelle de Notre-Dame de Vie auprès du père Marie-Eugène de l’Enfant-Jésus.

### Textes de Marie Pila
- Je veux voir Dieu, article de présentation, in Revue Carmel 1950, no 1 ;
- L’idéal de Notre-Dame de Vie, in Revue Carmel, juillet-août 1954 ;
- Éveil de la vocation, in Revue Carmel, 1956 ;
- Contemplation du mystère de Marie, méditation du chapelet du 11 février 1958, in Claude Escallier, Marie Pila une puissance d'amour non asservie ;
- La liberté, Conférence d'avril 1964, in Claude Escallier, Marie Pila une puissance d'amour non asservie ;
- Le Fondateur, in Revue Carmel, mars 1968 ;
- Lettre à Paul VI du 13 octobre 1968 pour demander le doctorat de Ste Thérèse d’Avila ;
- La formation dans les Instituts séculiers ;
- Les besoins spirituels du monde moderne, Conférence au Lion’s Club, février 1962.

### Ouvrage sur Marie Pila
- Claude Escallier, Marie Pila, une puissance d’amour non asservie…, Éditions du Carmel, 1996 (ISBN 978-2900424292)
- Claude Escallier, Marie Pila, née pour aimer en vérité, Editions du Carmel, 2019 (ISBN 9782847136432)

### Ouvrage où il est question de Marie Pila
- Raymonde Règue, Père Marie Eugène de l’Enfant-Jésus, maître spirituel pour notre temps, Venasque, Éditions du Carmel, 1978 (ISBN 2-900424-74-7), p. 34–37
- Collectif, Je veux demander pour vous l’Esprit Saint, Venasque, Éditions du Carmel, 1992 (ISBN 2-900424-17-8)
- Joachim Bouflet, Bernard Peyrous et Marie-Ange Pompignoli, Des saints au XXe siècle : pourquoi, Paris, Éd. de l'Emmanuel, 2005, 263 p. (ISBN 978-2-915-31341-3, OCLC 62765173, lire en ligne), p. 50–51
- Guy Gaucher, La vie du père Marie-Eugène de l'Enfant-Jésus : Henri Grialou (1894-1967) : "Je veux voir Dieu", Paris, Cerf - Editions du Carmel, coll. « Centre Notre-Dame-de-Vie / P. Marie-Eugène de l'E.-J. » (no 11), 2007, 368 p. (ISBN 978-2-204-08413-0 et 978-2-847-13064-5, OCLC 470762296)

### Articles sur Marie Pila
- Claude Escallier, «  Aux côtés du fondateur, Marie Pila, Berthe Grialou  », dans Une figure du XXe siècle - le Père Marie Eugène de l’Enfant-Jésus, colloque du Centenaire 1894-1994, Ed. du Carmel, 1995 (ISBN 2-900424-25-9), p. 155–180
- « Aux sources du Cours Notre Dame de France avec Marie Pila », conférence de Claude Escallier prononcée à ND de France, Marseille, le 16 octobre 2014 ; consultable en ligne à l’adresse suivante : http://www.ndfrance.org/uploads/media/PDF/Conf__rence_NDF_16_oct_2014.pdf

### Articles mentionnant Marie Pila
- France Catholique no 3079 du 6 juillet 2007, consultable en ligne à l’adresse suivante :http://www.france-catholique.fr/IMG/pdf/FC3079.pdf
- « Notes bibliographiques  », Revue d'histoire de l'Église de France, t. 75, no 194,‎ 1989passage=215-252 (lire en ligne)